# Fosters Professional
Das Fosters Professional, vormals auch Carlsberg Challenge und Carling Challenge bzw. Carling Championships, war ein zwischen 1984 und 1988 ausgetragenes Einladungsturnier im Rahmen der Profitour des Snookersports. Dabei wurde es über alle fünf Austragungen hinweg in den Studios von Raidió Teilifís Éireann in der irischen Hauptstadt Dublin ausgetragen. Mit jeweils zwei Siegen sind sowohl der Engländer Jimmy White als auch der Nordire Dennis Taylor Rekordsieger, Taylor spielte zudem 1987 mit einem 140er-Break das höchste Break der Turniergeschichte.

## Geschichte
Zum ersten Mal wurde das Turnier 1984 unter dem Namen Carlsberg Challenge, welchen es bis einschließlich 1986 behalten sollte, ausgetragen. Sponsor des Turnieres war die Brauerei Carlsberg. Von Anfang an nahmen pro Turnier nur vier Spieler teil, die vorher eingeladen wurden. Dabei wurden alle Spiele ins Fernsehen übertragen.
Die ersten beiden Ausgaben gewann der Engländer Jimmy White, bis er 1986 im Finale gegen Dennis Taylor verlor. Eikn Jahr später entschied der Sponsor Carlsberg, die Rechte am Namen an ihre Marke Carling weiterzugeben. Taylor konnte seinen Titel im Finale des unter dem Namen Carling Challenge oder Carling Championships ausgetragenen Turnieres verteidigen. Im Jahr 1988 wurde das Turnier zum letzten Mal ausgetragen, wobei erneut der Name zu Fosters Professional wechselte. Die letzte Austragung gewann der Engländer Mike Hallett.

## Sieger
Außer im Anfangsjahr wurden alle Endspiele im Modus Best of 15 Frames gespielt.
| Jahr                                                        | Austragungsort                          | Sieger                                  | Ergebnis                                | Finalist                                | Hauptsponsor                            | Saison                                  |
| Carlsberg Challenge – Einladungsturnier                     | Carlsberg Challenge – Einladungsturnier | Carlsberg Challenge – Einladungsturnier | Carlsberg Challenge – Einladungsturnier | Carlsberg Challenge – Einladungsturnier | Carlsberg Challenge – Einladungsturnier | Carlsberg Challenge – Einladungsturnier |
| ----------------------------------------------------------- | --------------------------------------- | --------------------------------------- | --------------------------------------- | --------------------------------------- | --------------------------------------- | --------------------------------------- |
| 1984                                                        | RTÉ Studios Dublin, Irland              | Jimmy White                             | 9:7                                     | Ton Knowles                             | Carlsberg                               | 1984/85                                 |
| 1985                                                        | RTÉ Studios Dublin, Irland              | Jimmy White                             | 8:3                                     | Alex Higgins                            | Carlsberg                               | 1985/86                                 |
| 1986                                                        | RTÉ Studios Dublin, Irland              | Dennis Taylor                           | 8:3                                     | Jimmy White                             | Carlsberg                               | 1986/87                                 |
| Carling Challenge/Carling Championships – Einladungsturnier |                                         |                                         |                                         |                                         |                                         |                                         |
| 1987                                                        | RTÉ Studios Dublin                      | Dennis Taylor                           | 8:5                                     | Joe Johnson                             | Carling                                 | 1987/88                                 |
| Fosters Professional – Einladungsturnier                    |                                         |                                         |                                         |                                         |                                         |                                         |
| 1988                                                        | RTÉ Studios Dublin                      | Mike Hallett                            | 8:5                                     | Stephen Hendry                          | Fosters                                 | 1988/89                                 |